# 選擇性非催化還原法
選擇性非催化還原法（英語：Selective Non-Catalytic Reduction，SNCR）是把一氧化氮或氮氧化物（NO
x）從煙氣中移除的過程。對比選擇性催化還原法（SCR），此方法並不使用催化劑協助，但其目的同樣是把煙氣中的氮氧化物分解成氮（N
2）和水份（H
2O）。SNCR 技術於20世紀70年代首先應用於日本。該技術是將還含有氨基（NHx）的還原劑噴入到爐膛溫度在800-1100℃的區域，該還原劑快速熱解成氨（NH3）和其他副產物。
SNCR的脫硝效率沒有選擇性催化還原法（SCR）技術的脫硝效率高，但是相對於SCR技術，具有以下優點：
1. 降低成本。SNCR技術不需要改變鍋爐的設備裝置，僅需加裝氨或者尿素儲槽，脫硝噴槍裝置和噴射口即可。而且，其過程中不需要使用催化劑，大大降低了其使用成本。
2. 系統簡單，佔地少。氨和尿素的儲槽，可安置於鍋爐鋼架上，不需要額外佔地。
3. 使用性強。SNCR技術更符合目前中小型鍋爐的改造。在達到60-70%脫硝效率的同時，還能節約使用成本。

## 化學反應
尿素（NH2CONH2）作為化學反應中的反應物。其化學反應與氨（NH3）相近，但相比氨更容易控制和儲存，還具有較低的毒性。
NH2CONH2 + H2O → 2NH3 + CO2
還原化學反應則為:
4 NO + 4 NH3 + O2 → 4 N2 + 6 H2O